# Amnesia (film, 2015)
Pour les articles homonymes, voir Amnesia.
Pour plus de détails, voir Fiche technique et Distribution.
Amnesia est un film franco-suisse réalisé par Barbet Schroeder et sorti en 2015.

## Synopsis
En 1990, un an après la chute du mur de Berlin, Martha est une Allemande née en 1920 et installée à Ibiza depuis longtemps. Elle refuse tout ce qui vient de son pays d'origine (la langue, les produits…). Jo, jeune musicien allemand de techno engagé dans le night-club Amnesia, fait alors irruption dans sa vie. De cette rencontre naissent des liens et une affection pudique. Tous deux en seront transformés, en particulier dans leur relation à l'histoire allemande.

## Fiche technique
- Titre français : Amnesia
- Réalisation : Barbet Schroeder
- Production : Les Films du Losange
- Scénario : Barbet Schroeder, Emilie Bickerton, Susan Hoffman et Peter F. Steinbach
- Photographie : Luciano Tovoli
- Montage : Nelly Quettier
- Musique : Lucien Nicolet
- Son : Gabriel Hafner, Jean-Paul Mugel, François Musy
- Pays d'origine :  France,  Suisse
- Genre : drame
- Dates de sortie : 
  - France : 19 mai 2015 (Festival de Cannes) ; 19 août 2015 (sortie nationale)

## Distribution
Sauf indication contraire, les informations mentionnées dans cette section peuvent être confirmées par la base de données cinématographiques IMDb,  présente dans la section « Liens externes ».
- Marthe Keller (VF : elle-même) : Martha Sagell
- Max Riemelt (VF : Matthieu Sampeur) : Jo
- Bruno Ganz (VF : lui-même) : Bruno, le grand-père de Jo
- Corinna Kirchhoff (VF : Sylvia Bergé) : la mère de Jo
- Fermí Reixach (VF : Georges Claisse) : Sabater
- Fèlix Pons (VF : Julien Sibre) : Costa
- Joel Basman (VF : Félix Kysyl) : Rudolfo

Source et légende : version française (VF) sur le site d’AlterEgo (la société de doublage)

## Accueil
- Box-office France : 72 159 entrées